# Paus Adrianus I
Adrianus I of Hadrianus I (Rome, ca. 700 - sterfplaats onbekend, 25 december 795) was de 95ste paus. Hij was de zoon van Theodorus, een Romeins edelman. Vlak na zijn verkiezing viel Desiderius, de koning van de Lombarden, het grondgebied van de pausen binnen. Adrianus riep de hulp in van de koning van de Franken, Karel de Grote. Deze viel Italië binnen met een enorm leger, bestormde de regering in Pavia en nam de stad in. Desiderius vluchtte naar de abdij van Corbie in Frankrijk. Karel achtervolgde hem, en noemde zich koning van de Lombarden.
Adrianus was een van de langstzittende pausen. Toen hij stierf, was hij de langstzittende paus na Petrus, maar na hem zouden nog vier pausen komen die langer zetelden: Pius VI, Pius IX, Leo XIII en Johannes Paulus II.
Cursief: tegenpaus